# Bistum Kpalimé
Das Bistum Kpalimé (lateinisch Dioecesis Kpalimensis) ist ein Bistum in Togo, Bischofssitz ist die Kathedrale in Kpalimé.
Das Bistum umfasst 6.447 km² und 715650 Einwohner, von denen ca. 41 % römisch-katholischen Glaubens sind. In den 26 Pfarreien des Erzbistums wirkten 2004 56 Diözesanpriester und 14 Ordenspriester. Das Bistum wurde am 1. Juli 1994 vom Erzbistum Lomé abgeteilt.

## Bischöfe
- Pierre Koffi Seshie, 1. Juli 1994 – 25. April 2000
- Benoît Comlan Messan Alowonou, seit 4. Juli 2001